# Playa de El Viso
La playa de El Viso, se sitúa en el lugar de Duesos, en la Parroquia de Caravia Baja, en el concejo de Caravia, Asturias, España.

## Descripción
Algunos autores la consideran parte de la playa de La Espasa, y la llaman también playa de Moracey, aunque otros la consideran parte del arenal de La Espasa pero diferente de la de Moracey. Se une en bajamar a la de La Espasa. Presenta forma de concha y está abrigada por la presencia de acantilados de peña Forada.